# Johannes Brøndum-Nielsen
Johannes Brøndum-Nielsen (født 2. december 1881 i Hejlskov, Ørslevkloster Sogn, død 9. marts 1977 i Rungsted) var en nordisk filolog, docent i nordiske sprog ved Københavns Universitet 1919, professor 1926–1952.

## Barndom
Brøndum-Nielsen blev født i Hejlskov, Ørslevkloster Sogn, som søn af skolelærer og kirkesanger Niels Christian Brøndum-Nielsen og hustruen Hanne Katinka Sofie, født Olsen.
Brøndum-Nielsen voksede op på det sydlige Fyn.
Brøndum-Nielsen havde en bror, Aage Brøndum-Nielsen, der var kunstner ved siden af lærergerningen .

## Karriere
Brøndum-Nielsen fik lærereksamen fra Skårup Seminarium i 1902 og søgte så til København, hvor han i 1904 blev student fra Lang og Hjorts kursus. I 1910 blev han magister i nordisk filologi, og i 1914 fik han sin doktorgrad, dr. phil. .
I årene 1909-1919 virkede han som lærer ved Den danske realskoles seminarium og ved statens lærerhøjskole. Han fik i 1919 fast ansættelse ved Københavns universitet, først som docent, siden som professor i nordiske sprog (1926-1952).
Fra sin ungdom til langt op i sin høje alderdom udforskede Brøndum-Nielsen modersmålet. Han var ikke blot som videnskabsmand og universitetslærer, men også som igangsætter og organisator af modermålsforskningen.
Hovedværket i hans omfattende forfatterskab er den store håndbog Gammeldansk Grammatik i sproghistorisk Fremstilling, 1–8 (1928–74), der rummer en indgående behandling af dansk lyd- og formlære indtil ca. 1500. Værket Dialekter og Dialektforskning (1927) banede vejen for universitetsundervisning i dialektologi. Ved Ordbog over det danske Sprog, 1–28 (1918–56), medvirkede Brøndum-Nielsen som en af de mest produktive redaktører.
Hans samling af skønlitterære og litteraturhistoriske værker står delvis opstillet på Læsesal Vest i Den Sorte Diamant.
Brøndum-Nielsen var også bidragyder til dagspressen, navnlig som deltager i den offentlige debat. Han kæmpede energisk, men forgæves, mod retskrivningsreformen af 1948 og mod udleveringen af de islandske håndskrifter.
Fagligt var Brøndum-Nielsen konservativ og dermed fremmed over for nyere strømninger inden for sprogvidenskaben, men på traditionens grund har hans virke sat sig mange varige spor.

## Hæder
Brøndum-Nielsen blev Ridder af Dannebrogordenen 1931, Dannebrogsmand 1940 og Kommandør af Dannebrog 1951.

## Privat
Brøndum-Nielsen var gift to gange.
- Første gang var 23. december 1908 i Vor Frue, København, med pigen Anna Elfrieda Jensine Christensen (født 22. januar 1886 i Frederikshavn, død 27. marts 1944 i Hellerup)
- Anden gang var 1. maj 1950 på Frederiksberg med enken Johanne Wilse Nielsen (født 27. februar 1886 i København, død 2. maj 1981 i Hørsholm).

## Død
Han er begravet på Hellerup Kirkegård.